# Estación de Baricentro
Baricentro es un apeadero de ferrocarril abandonado, propiedad de Adif, situado en el centro comercial Baricentro en la población de Barberá del Vallés en la provincia de Barcelona. Se encuentra en la línea Castellbisbal / El Papiol-Mollet, por donde hasta 2011 solo pasaban trenes de mercancías, y ahora la línea R8 de Rodalies de Catalunya.
Este apeadero se construyó en el año 1982, y como el resto de la línea, se creó para evitar que los trenes de mercancías pasaran por Barcelona. El resto de estaciones y apeaderos de esta línea empezaron a dar servicio de pasajeros el 23 de mayo de 2005 con la entrada en funcionamiento de la línea R7, excepto la estación de Cerdanyola Universitat que lo hacía desde 1995.
El apeadero se encuentra debajo del centro comercial. A diferencia del resto de estaciones de la línea, nunca se abrió al público, y solo en el PDI 2001-2010 se plantea “la posibilidad de reapertura parcial (a causa de la cercanía con el intercambiador de Barberá) durante los fines de semana, y sin ningún perjuicio a los servicios asociados al intercambiador”.

## Traducción
- Esta obra contiene una traducción  derivada de «Estació de Baricentro» de Wikipedia en catalán, publicada por sus editores bajo la Licencia de documentación libre de GNU y la Licencia Creative Commons Atribución-CompartirIgual 4.0 Internacional.

- Datos: Q8779346